# Garzia Cassola
Garzia Cassola (Borgo Val di Taro, 27 aprile 1869 – Volterra, 25 luglio 1955) è stato un giornalista, sindacalista e traduttore italiano.
È il padre dello scrittore Carlo Cassola, il quale trarrà spunto dal suo rapporto padre-figlio per le opere La casa di via Valadier, Un uomo solo e l'autobiografico Mio padre.

## Biografia
Nato a Borgo Val di Taro, nella provincia di Parma, da Rosa Belli e Carlo Cassola, patriota e magistrato di orientamento radicale e massone, studiò Giurisprudenza all'Università degli Studi di Pavia e divenne uditore giudiziario dopo la laurea. Iniziò ad avvicinarsi al giornalismo e alla politica contribuendo al settimanale operaio socialista «La Plebe» ed unendosi al Circolo socialista pavese. Nel 1894 abbandonò definitivamente la professione forense. Trasferitosi a Cremona, dove fu segretario della Camera del Lavoro, collaborò con il socialista Leonida Bissolati a «L'eco del popolo», rimanendo notevolmente influenzato da quest'ultimo per quanto riguarda l'orientamento politico. Con Bissolati, nel 1895 si spostò a Milano, entrando nella redazione di «Lotta di classe», e successivamente, nel 1897, a Roma, dove divenne caporedattore del quotidiano «Avanti!», collaborando in seguito anche con l'«Avanti! della domenica». Cassola fu arrestato e condannato insieme a Bissolati e altri esponenti socialisti del quotidiano in seguito ai tumulti di Milano del maggio 1898. Tra il 1901 e il 1907 collaborò con articoli di attualità al periodico «Critica Sociale» di Filippo Turati. Nel 1901 entrò nel comitato direttivo dell'Unione socialista romana e nell'aprile dello stesso anno convolò a nozze con Camilla Bianchi di Volterra.
Fu in questo periodo che l'orientamento politico del Cassola si spostò su posizioni maggiormente populistiche e riformiste, influenzato soprattutto dalla sua attività di traduttore delle opere di Paul Magnaud, presidente del tribunale di Château-Thierry, e del politico socialista Jean Jaurès. Nel 1903 decise di abbandonare l'Avanti! con l'arrivo del nuovo direttore Enrico Ferri e si avvicinò a quotidiani di ispirazione riformista come corrispondente esterno per «Il Tempo» di Milano, diretto da Claudio Treves, e «Il Lavoro» di Genova. Ciò comportò una divisione all'interno del socialismo romano, tanto che nel luglio 1905 vi fu una prima espulsione dall'Unione del Cassola, insieme a Bissolati e Ivanoe Bonomi, in seguito revocata. Nel 1912 avvenne la scissione definitiva e Garzia Cassola entrò nella direzione del Partito socialista riformista appena costituitosi.
Inizialmente su posizioni di neutralità circa l'intervento italiano nella Grande Guerra, si spostò su ideologie interventiste sul finire dell'estate 1914. Al termine del conflitto mondiale, riprese la sua attività giornalistica come caporedattore e vicedirettore del quotidiano romano «L'Epoca» e come corrispondente di «Il Mattino» di Napoli. Nel 1917 nacque l'ultimo dei suoi quattro figli, lo scrittore Carlo Cassola. Ritiratosi a Volterra, qui trascorse gli ultimi anni, avvicinandosi a posizioni più vicine al fascismo.
Morì a Volterra il 25 luglio 1955.

## Opere

### Traduzioni
- Lev Tolstoj, La radice del male, Firenze 1901.
- Paul Magnaud, Il "buon giudice" e il diritto alla vita, con note e commenti, Firenze 1901.
- Jean Jaurès, Storia socialista, in collaborazione con Alessandro Schiavi e Giuseppe Pinardi, Roma 1900-1901.
- Jean Jaurès, Studi socialisti, Milano-Palermo 1903.